# Ingersoll-Rand
Ingersoll Rand Inc. (anteriormente Gardner Denver Inc.), fundada en 1859, es una empresa proveedora mundial estadounidense de equipos industriales, tecnologías y piezas y servicios relacionados para una base de clientes amplia y diversa a través de una familia de marcas. La compañía tiene más de 30 fábricas ubicadas en América, Europa, Medio Oriente y Asia Pacífico con oficinas en 35 países diferentes. Con sede en Milwaukee, Wisconsin, EE. UU., Opera en tres grupos: Industrial Group, Energy Group y Medical Group.

## Divisiones
El Grupo Industrial diseña, fabrica, comercializa y brinda servicios a una amplia gama de productos que incluyen tornillos rotativos, compresores de paletas deslizantes y reciprocantes, de etapas múltiples y de desplazamiento positivo, sopladores centrífugos y de canal lateral, tecnología de vacío, así como productos de transporte móvil. Los sectores del mercado final atendidos por el Grupo Industrial son principalmente manufactura industrial, transporte, energía, minería y construcción, medio ambiente y alimentos y bebidas.
El Grupo Energía fabrica, comercializa y presta servicios a bombas de anillo líquido y sistemas de ingeniería para aplicaciones de generación de energía, medioambientales, petroquímicas, pulpa y papel e industriales; bombas y equipos de transferencia de fluidos utilizados principalmente en perforación de pozos de petróleo y gas natural, servicio y producción, y aplicaciones petroquímicas e industriales; y bombas de chorro de agua. El Grupo Energía incluye tres divisiones: Bombas para Petróleo, Nash y EMCO Wheaton. La División de Bombas de Petróleo diseña, fabrica, prueba y comercializa una amplia gama de bombas para la industria del petróleo y el gas. Nash es el líder en bombas de vacío de anillo líquido. La División Emco Wheaton diseña, fabrica e instala una amplia gama de soluciones para la carga y descarga de casi cualquier producto líquido y de gas comprimido de barcazas fluviales, barcos y supertankers oceánicos. Además, las juntas giratorias Emco Wheaton y Todo, los acopladores y adaptadores Dry-Break, los sistemas de combustible fuera de carretera y los equipos de puesta a tierra se utilizan en aplicaciones de bunkering; La transferencia de aceite a través de mangueras, tuberías o brazos de carga con el fin de proporcionar combustible o lubricantes a un tanque o tanque.